# 朝日山城 (肥前国)
朝日山城（あさひやまじょう）は、佐賀県鳥栖市村田町にあった日本の城（山城）。

## 概要
佐賀県鳥栖市村田町の標高132.9mの朝日山山頂に位置する。

### 古代
「肥前風土記」によれば、
当山には「烽壱所」とあり、東は基山、西は日の隈山に通じる狼煙台があった。

### 中世
1334年（建武元年）、少弐貞経の弟で朝日氏の祖となる朝日資法（但馬守）が築いた。以後200年ほど朝日氏の居城となる。
8代頼貫が享禄年間に討ち死に（1528年に大内義興との戦いで戦死、或いはこのときは大内氏に服属したものの1530年に田手畷の戦いで龍造寺家兼に討たれたとされる）し、朝日山城は一時大内氏の代官が治めた。その後一時少弐氏に誼を通じた九州探題渋川義長が城に入ったが、1532年（天文3年）には少弐氏と北部九州で対立する大内氏の攻撃を受け、主城である綾部城と共に朝日山城も落城した。その後は勝尾城を本拠とする筑紫氏が支配したが、1572年には少弐政興を擁立し龍造寺氏に対抗した朝日山城主筑紫栄門とその父筑紫昭門親子が龍造寺隆信に降伏。筑紫氏は綾部城ほかを龍造寺氏に割譲して和睦した。1586年（天正14年）には北上してきた島津家久に当主筑紫広門が敗れ、勝尾城ともども廃城となった。

### 近世・近代
幕末には、佐賀藩の洋式練習所として利用されて、鍋島氏の狩猟場でもあった。1874年（明治7年）の佐賀の乱において、当山を守る佐賀軍に対して、政府軍が攻撃を行っている。1902年（明治35年）の特別大演習、1916年（大正5年）の陸軍大演習で、当山から天皇が演習を視察。

### 現代
城跡は曲輪や堀切、土塁、馬洗池の跡などが残る。朝日山全体が朝日山公園として整備されており、曲輪の内部には遊具なども置かれているが、山城の面影をよく留めている。